# Svatá Kateřina (Berg)
Die Svatá Kateřina (deutsch Katharinaberg) ist ein 511 m hoher Berg südöstlich von Hostinné am Nordrand des Königreichwaldes im Riesengebirgsvorland, Tschechien.
Auf seinem bewaldeten Gipfel befinden sich auf der Wüstung Ves Svaté Kateřiny (Katharinadörfel) die Reste der Wallfahrtskapelle der hl. Katharina und ein Sendeturm der Mobilfunksparte T-Mobile.

## Lage
Die Svatá Kateřina erhebt sich südlich von Chotěvice im Königreichwald. Westlich fällt der Berg zum Elbtal, nördlich zum Tal des Pilníkovský potok bzw. Volanovský potok (Kottwitzer Wasser) und südlich zum Tal des Kateřinský potok (Katharinenbach) ab. Südwestlich erhebt sich der Bradlo (519 m). An seinem südlichen Fuße liegen die Feriensiedlungen Svatá Kateřina bzw. Amerika und Nad Martínkem.

## Geschichte
Der Katharinaberg war ein alter Wallfahrtsort und die höchste Erhebung der Herrschaft Arnau. Wann die der hl. Katharina geweihte Kapelle entstand, ist nicht bekannt.
Nachdem Friedrich II. während des Bayerischen Erbfolgekrieges 1778 über Náchod nach Böhmen eingefallen war, ließ er am Kahlenberg (Lysé vrchy) bei Ketzelsdorf (Kocléřov) sein Hauptquartier errichten, während rechtselbisch die k.k. Armee aufzog und Joseph II. für sechs Wochen sein Hauptquartier in der Schule von Nieder Oels aufschlug. Wie die Kottwitzer Pfarrchronik berichtet, mieden die Preußen dabei den Katharinaberg, weil er Gerüchten zufolge gänzlich durch ein Stollensystem untergraben sei.
In der Nacht vom 12. zum 13. Juli 1832 brach über die Gegend ein verheerendes Unwetter herein. Durch Blitzeinschläge brannten sowohl die hölzerne Kapelle auf dem Katharinaberg als auch die Kirche St. Peter und Paul in Kottwitz nieder. Die um die Kapelle befindliche Ansiedlung Katharinadörfel bestand 1834 aus sechs Häusern und hatte 38 Einwohner. Der Kottwitzer Pfarrer Ambrosius Schmid ließ zwischen 1832 und 1835 eine neue steinerne Kapelle auf dem Katharinaberg errichten, in der sechsmal im Jahr Gottesdienste abgehalten wurden.
Nach dem Ende des Zweiten Weltkrieges und der Vertreibung der meisten deutschen Bewohner waren sowohl die Kapelle als auch die Ansiedlung Ves Svaté Kateřiny dem Verfall überlassen. Im Jahre 1961 wurden Kapelle und Siedlung abgerissen. Auf den Resten der Kapelle wurde um 2000 ein Sendeturm der T - Mobile errichtet.